# Lola Pagnani

Lola Pagnani (3. travnja 1972.-) je talijanska glumica.

## Životopis
Rodila se u Rimu kao Anna Lola Pagnani Stravos, kćer pisca i scenarista Enza Pagnanija. U dobi od 17 godina je diplomirala suvremeni ples u Parizu, te je bila prva plesačica na svjetskoj turneji Momix te sudjelovala u koreografiji Cirque du Soleila u Montréalu. Bila je prva plesačica Opere u Münchenu pod redateljstvom Line Wertmuller i dirigenta Giuseppea Sinopolija. Nakon toga je diplomirala suvremeni ples u Američkom plesnom teatru Alvina Aileya u New Yorku. Kasnije je studirala glumu u njujorškom HB Studios te se potom vratila u Italiju. 
U Italiji je radila s renomiranim imenima svjetskog filma i teatra kao što su Ettore Scola, Giulio Base, Lina Wertmuller; također je glumila u filmovima Spike Leeja, Johna Turturra i Abela Ferrare. Također je glumila u reklamama za Lavazzu zajedno s Tullijem Solenghijem i Riccardom Garroneom te dvije godine sudjelovala u emisiji Maurizio Costanzo Show. Surađivala je s Enricom Montesanom, Marcom Columbrom, Barbarom De Rossi, Blasom Roca Reyem, Enricom Brignanom, Ninom Manfredijem, Vittorijem Gassmanom i Shelley Winters, koja ju je pozvala u Los Angeles da studira u Actor's studio. Također se obučavala s Teddeyem Shermanom u Los Angelesu.
Nastupala je u nekoliko emisija RAI International u New Yorku te bila voditelj PoP Italia. Surađivala je s Giannijem Battistonijem.
Odnedavno s američkom producenticom i redateljicom Melissom Balin radi na dokumentarcu vezanom uz slučaj Camorre. Projekt se zove Women Seeking Justice  te će za temu imati nepravdu u svijetu.  
Pagnani tečno govori talijanski, francuski, španjolski i engleski jezik.

## Filmografija

### Kino
- Trafitti da un raggio di sole (1995.) - Fabiola
- Polvere di Napoli (1996.) - Rosita
- Ninfa plebea (1996.) - Lucia
- Ferdinando e Carolina (1999.) - Sara Goudar
- La bomba (1999.) - Daisy
- Il pranzo della domenica (2002.)
- Gente di Roma (2003.)
- Women Seeking Justice (2007.)

### Televizija
- Pazza famiglia (1995.)
- Commissario Raimondi (1998.) - Esmeralda
- Anni 50 (1998.)
- La squadra (2000.)
- Un posto al sole (2001.) - Roberta Cantone
- Francesca e Nunziata (2001.)
- Carabinieri 5 (2005.)
- Un ciclone in famiglia 2 (2005.)
- Donne sbagliate (2006.)
- Capri (2006.) - Maria Rosaria

### Teatar
- Vergine Regina (1996.)
- Anatra all'arancia (1997.)
- Carmen (1987.)

## Vanjske poveznice
- Lola Pagnani na Internet Movie Database-u
- (tal.) Službena stranica  Arhivirana inačica izvorne stranice od 24. srpnja 2008. (Wayback Machine)
- (tal.) Studio Morea-Lo Cascio, Lola's Press in Rome  Arhivirana inačica izvorne stranice od 5. prosinca 2008. (Wayback Machine)